# 669 до н. е.

## Події
- Заворушення в Єгипті, ассирійські гарнізони опинились в облозі. Цар Асархаддон зібрав велике військо для придушення заколоту, проте помер під час походу.
- Початок правління царя Ассирії Ашшурбаніпала.

## Померли
Асархаддон, цар Ассирії.